# Каронно-Варезино
Каронно-Варезино (итал. Caronno Varesino) — коммуна в Италии, располагается в провинции Варесе области Ломбардия.
Население составляет 4602 человека, плотность населения составляет 920 чел./км². Занимает площадь 5 км². Почтовый индекс — 21040. Телефонный код — 0331.
Покровителем коммуны почитается священномученик Викентий Сарагосский, празднование 22 января.